# Cracovia (piłka nożna)

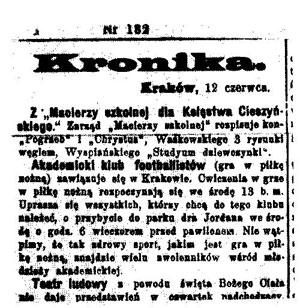
Ogłoszenie o powstaniu Akademickiego Klubu Footballistów w dzienniku „Nowa Reforma” z 13 czerwca 1906

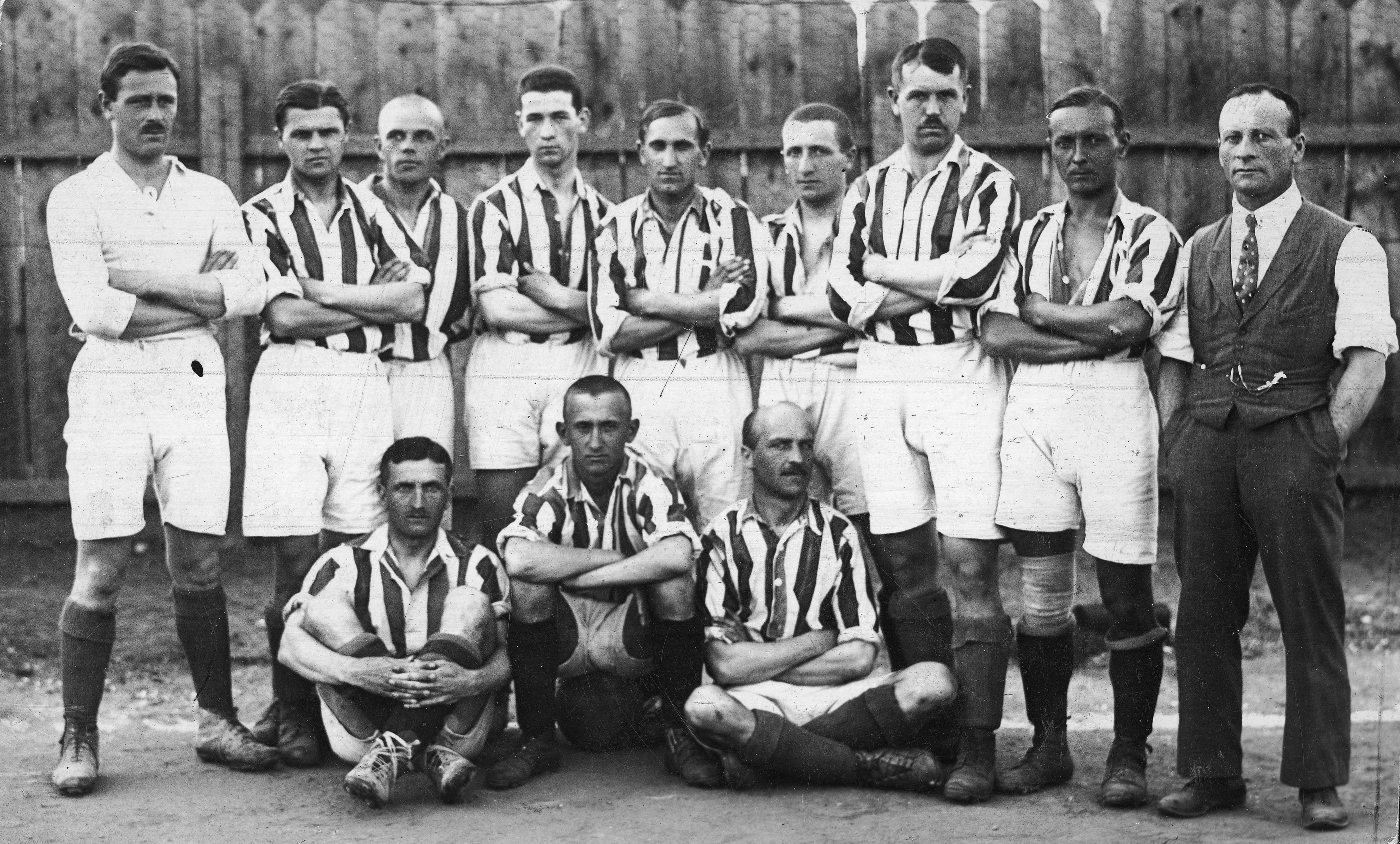
Skład pierwszych mistrzów Polski (1921)

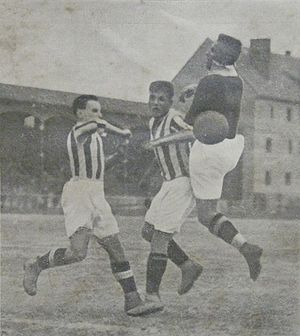
Warta Poznań – Cracovia (4:1). Mecz towarzyski w Poznaniu, niedziela 3 sierpnia 1924 roku. Władysław Przybysz (pierwszy od prawej)

KS Cracovia SA – najstarszy istniejący polski klub sportowy. Klub Sportowy Cracovia Spółka Akcyjna, w ramach którego działa m.in. sekcja piłki nożnej mężczyzn. Współzałożyciel Związku Polskiego Piłki Nożnej (1911) i Polskiego Związku Piłki Nożnej (1919). Pięciokrotny Mistrz Polski (1921, 1930, 1932, 1937, 1948), zdobywca Pucharu Polski 2020 i Superpucharu Polski 2020.
We wrześniu 2005 w rankingu miesięcznika „Forbes” na najbardziej wartościowy finansowo polski klub KS Cracovia SA zajęła pierwsze miejsce – wartość klubu (w tym marki, loga, gruntów i zawodników) została wyceniona na 90 mln złotych, o 30 mln złotych więcej niż zdobywcy drugiego miejsca. W sezonie 2025/2026 występują w Ekstraklasie.
Zgodnie z regulaminem Ekstraklasy Klub jest uprawniony do umieszczenia nad herbem srebrnej gwiazdki  oznaczającej zdobycie od 5 do 9 tytułów mistrza Polski.

## Informacje ogólne
- Pełna nazwa:  Klub Sportowy Cracovia SA (spółka założona przez KS Cracovia i Gminę Kraków)
- Data założenia: 13 czerwca 1906
- Barwy: biało-czerwone
- Przydomki klubu używane przez kibiców: Pasy
- Adres: MKS Cracovia SSA – ul. Józefa Kałuży 1, 30-111 Kraków
- Prezes: Mateusz Dróżdż (zastąpił zmarłego w 2023 prof. Janusza Filipiaka)[6][7]
- Wicedyrektor ds. sportowych: Filip Trubalski[8]
- Rzecznik prasowy: Marzena Młynarczyk-Warwas[9]
- Dyrektor sprzedaży i sponsoringu: Szymon Stawiarz
- Stadion:
  - Otwarty: 31 marca 1912.
  - Pojemność – 15 114
  - Oświetlenie – 3000 lx
  - Boisko – 105 m x 68 m
  - Dyrektor Stadionu: Bartłomiej Depta[6]

- Baza treningowa w Rącznej Cracovia Training Center
  - Adres: Rączna 757, 30-060 Rączna
  - Dyrektor Cracovia Training Center: Jarosław Koza[6]

## Sukcesy
| \| \| Zdobyte trofea w rozgrywkach Polski (stan na: 09-10-2020) \| |                                                           |      |                              |
| Rozgrywki                                                          | Osiągnięcie                                               | Razy | Sezon(y)                     |
| Mistrzostwo                                                        | I miejsce                                                 | 5    | 1921, 1930, 1932, 1937, 1948 |
| Mistrzostwo                                                        | II miejsce                                                | 2    | 1934, 1949                   |
| Mistrzostwo                                                        | III miejsce                                               | 2    | 1922, 1952                   |
| Puchar                                                             | zdobywca                                                  | 1    | 2020                         |
| Puchar                                                             | finalista                                                 | 0    |                              |
| Superpuchar                                                        | zdobywca                                                  | 1    | 2020                         |
| Superpuchar                                                        | finalista                                                 | 0    |                              |
| Polska                                                             | Zdobyte trofea w rozgrywkach Polski (stan na: 09-10-2020) |      |                              |

- Mistrzostwo Polski juniorów U-19 – 1959, 1990, 1991
- Wicemistrzostwo Polski juniorów U-19 – 1966, 2014, 2018
- Mistrzostwo Galicji – 1913
- Mistrzostwo Krakowa – 1943[10]
- Puchar im. księcia Pribiny (1933)
- Finalista Pucharu Zlotu Młodych Przodowników (puchar ligi) – 1952

## Historia Cracovii
Chronologia nazw
- 1906 – Akademicki Klub Footballistów
- 1906 – Akademicki Klub Footballowy Cracovia[11]
- 1907 – Klub Sportowy Cracovia
- 1948 – Związkowy Klub Sportowy Cracovia
- 1949 – Związkowy Klub Sportowy Ogniwo-Cracovia
- 1949 – Związkowy Klub Sportowy Ogniwo Kraków
- 1950 – Związkowe Koło Sportowe Ogniwo MPK Kraków
- 1952 – Terenowe Koło Sportowe Ogniwo MPK Kraków
- 1954 – Terenowe Koło Sportowe Sparta Kraków
- 1955 – Klub Sportowy Cracovia
- 1957 – Spółdzielczy Klub Sportowy Cracovia
- 1973 – Klub Sportowy Cracovia
- 1997 – Miejski Klub Sportowy Cracovia Sportowa Spółka Akcyjna
- 2024 – Klub Sportowy Cracovia Spółka Akcyjna[12]

Uwagi:
- W 1952 zmieniono nazwę na Terenowe Koło Sportowe Stal Nowa Huta, ale uchwała ta nie weszła w życie.
- W latach 1955–1957 używano także nieformalnej nazwy Koło Sportowe Cracovia-PSS.

## Stadion

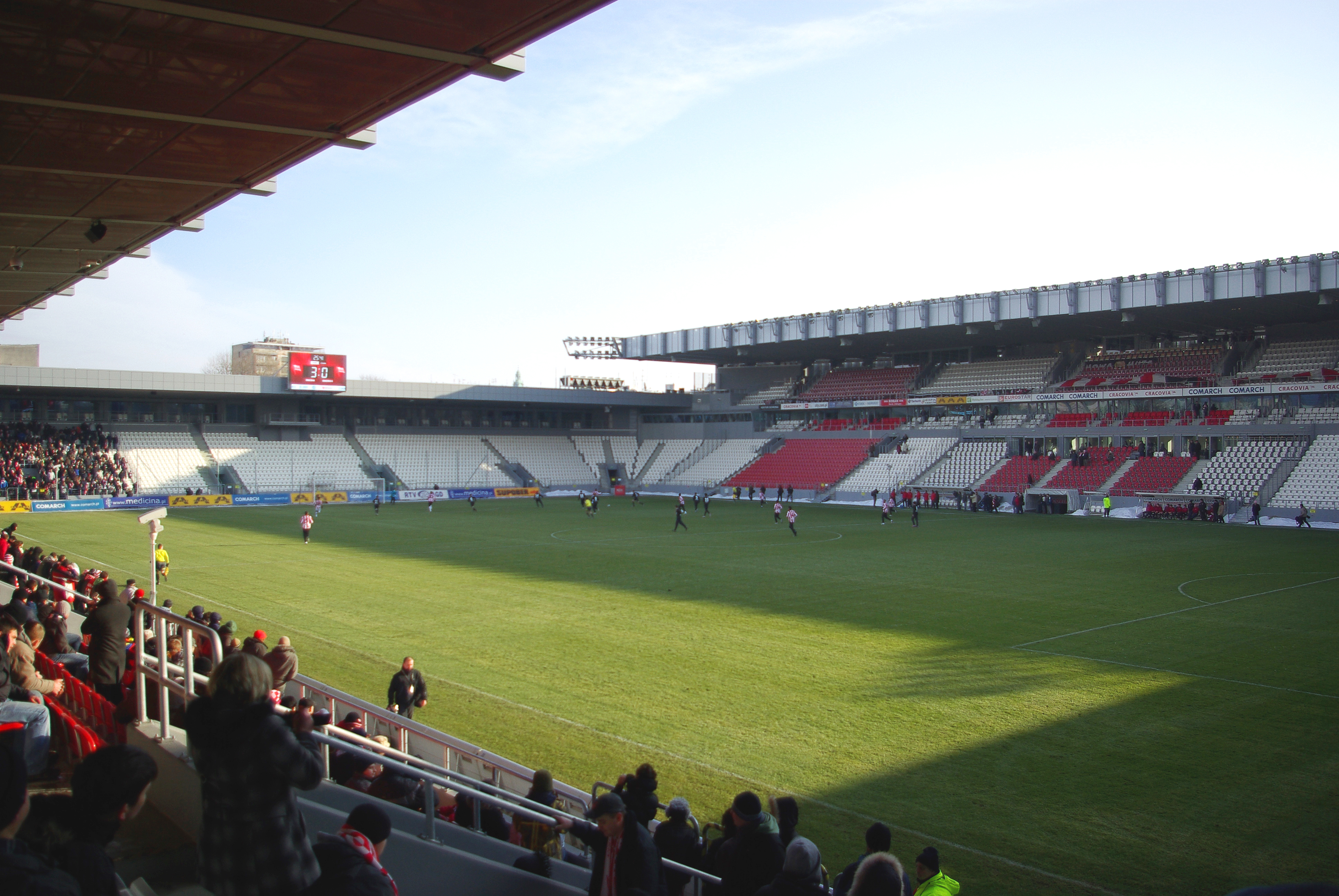
Stadion Cracovii (2011)

## Cracovia Training Center
Wraz z początkiem 2021 pierwsza drużyna Cracovii przeniosła się do nowego ośrodka treningowego. Powstałe w miejscowości Rączna (gm. Liszki, woj. małopolskie) Cracovia Training Center to efekt ponad roku prac budowlanych, rozpoczynający nową erę w dziejach klubu.
Budowa Cracovia Training Center rozpoczęła się w maju 2019. Wówczas oficjalnie wbito symboliczną "pierwszą łopatę" oraz wmurowano kamień węgielny. Przez minione miesiące, na powierzchni prawie 100.000 m², powstała nowoczesna baza treningowa z pełnym zapleczem.
Kompleks składa się z bazy treningowej z zapleczem szatniowym, budynkiem trybun oraz wewnętrznymi instalacjami. Jego częścią są m.in. wyposażone w system podgrzewania boisko główne, cztery pełnowymiarowe boiska treningowe o nawierzchni naturalnej, jedno boisko z nawierzchnią sztuczną oraz hala o konstrukcji drewnianej. Teren został zagospodarowany wraz z małą architekturą, drogami wewnętrznymi i parkingami, od tego momentu stanowiąc drugi dom dla zawodników Cracovii.
Od początku stycznia na terenie Cracovia Training Center odbywają się codzienne zajęcia I zespołu, drugiej drużyny oraz grup młodzieżowych Pasów.

## Najważniejsze mecze w historii

### Trening Noworoczny
O 12:00 1 stycznia każdego roku odbywa się tradycyjny mecz między zespołami Cracovii i Cracovii II. Historia Treningu Noworocznego rozpoczęła się w 1920, 1924 lub 1925, gdy wracający z sylwestrowego balu piłkarze wstąpili na stadion przy ul. Kałuży, by pokopać piłkę na śniegu. W ostatnich latach w noworocznych treningach uczestniczą tysiące krakowian. Wydarzenia na boisku nie zawsze są do końca poważne – na liście strzelców bramek figurują np. sędziowie spotkania czy Pasiasty Lajkonik – klubowa maskotka. Na trybunach mecz ma charakter święta – płoną race oraz odpalane są fajerwerki, kibice dopijają sylwestrowe szampany, odbywają się walki na śnieżne kulki.
Z powodu pandemii COVID-19, trening noworoczny w 2021 odbył się bez udziału kibiców.

### Najwyższe zwycięstwo w historii
29 czerwca 1919 Cracovia wygrała u siebie (30:0) z Klubem Lotników Kraków, mecz ten miał charakter towarzyski.

### Baraż o mistrzostwo Polski (1948)
Rozegrany na neutralnym stadionie Garbarni dodatkowy barażowy mecz decydujący o tytule Mistrza Polski. Grająca bez dwóch swoich czołowych graczy Cracovia, mimo straty gola już w 1 minucie, doprowadziła do wyrównania, a potem zdecydowanie pokonała swojego rywala zdobywając mistrzostwo Polski.
| 5 grudnia 1948 11:00 | Cracovia · Różankowski 44', 74' · Szeliga 45' | 3:1(2:1)Raport | Wisła Kraków · 1' Legutko | Stadion Garbarni, Kraków Widzów: 20 000 Sędzia: Julian Brzuchowski (Warszawa) |
|                      |                                               |                |                           |                                                                               |

### Finał Pucharu Polski (2020)
Finał Pucharu Polski w piłce nożnej 2020 rozegrano nie jak dotychczas 2 maja na Stadionie Narodowym, a 24 lipca na Arenie Lublin, obiekcie na którym mecze w roli gospodarza rozgrywa miejscowy Motor. W tym meczu spotkały się ze sobą drużyny Cracovii i Lechii Gdańsk. Do przerwy za sprawą Omrana Haydary’ego goście prowadzili 1:0. W drugiej połowie po golach Pelle van Amersfoorta, Patryka Lipskiego i Davida Jablonský’ego było już 2:2. Ten wynik utrzymał się do końca regulaminowego czasu gry. W dogrywce gola na wagę pierwszego w historii Pucharu Polski dla  Pasów strzelił Mateusz Wdowiak w 117 minucie meczu.
| 24 lipca 2020 20:00 | Cracovia · van Amersfoort 65' · Jablonský 88' · Wdowiak 117' | 3:2 pd.(0:1, 2:2)Raport | Lechia Gdańsk · 21' Haydary · 85' Lipski | Arena Lublin, Lublin Widzów: 3 500 Sędzia: Paweł Raczkowski (Warszawa) |
|                     |                                                              |                         |                                          |                                                                        |

## Cracovia w krajowych rozgrywkach

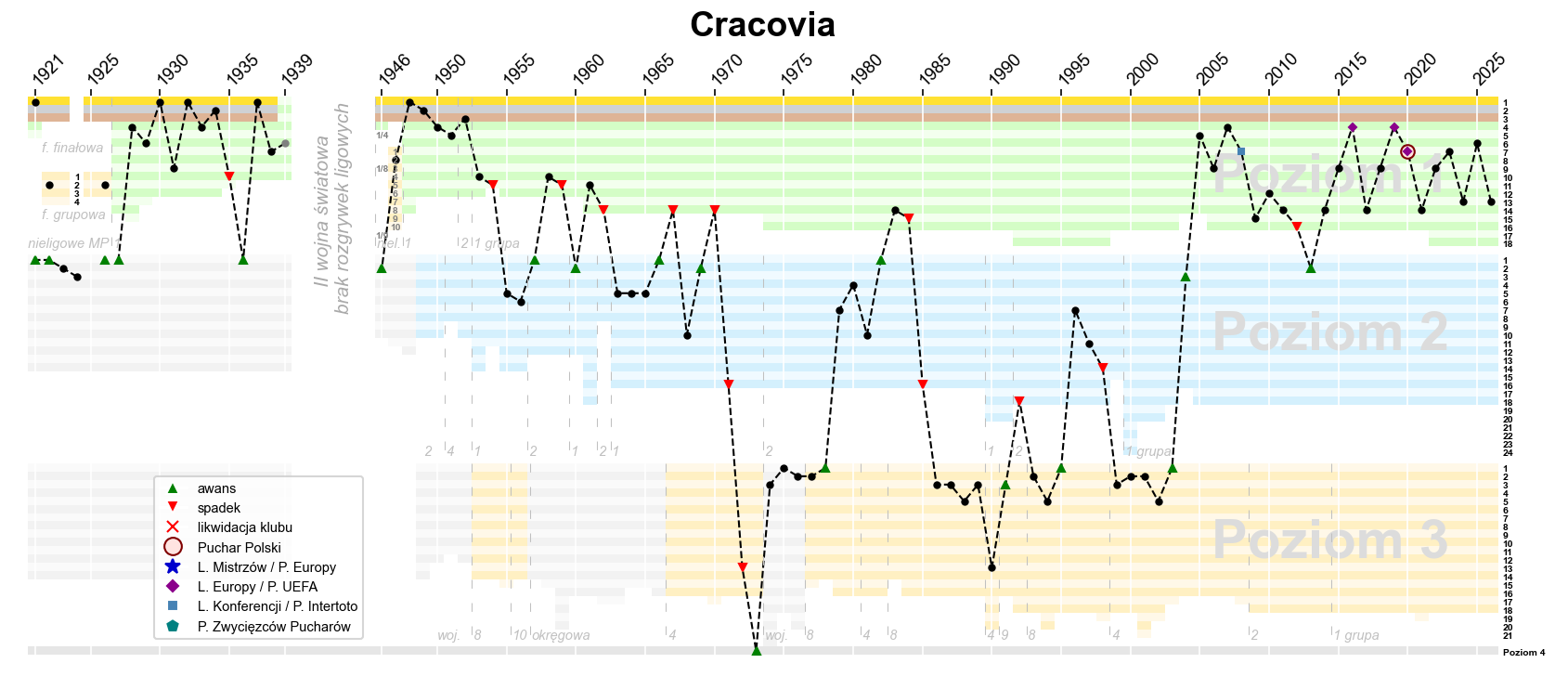
Historia występów Cracovii w rozgrywkach ligowych

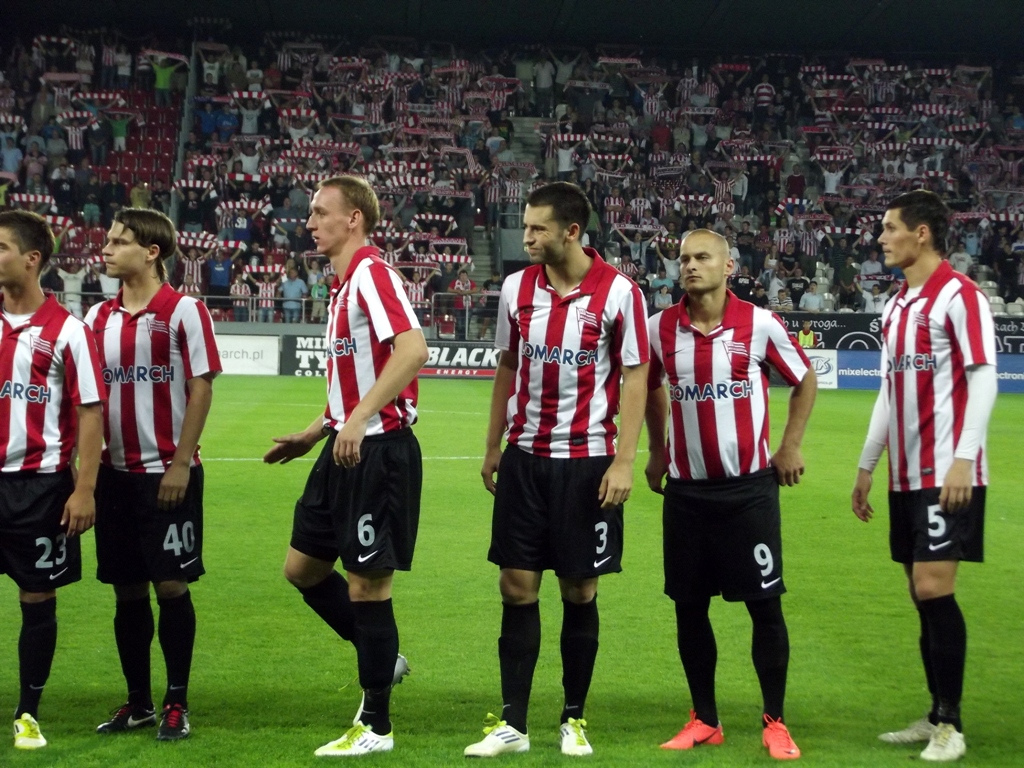
Cracovia – Stomil Olsztyn (25.08.2012)

### Mecz o Superpuchar Polski (2020)
Mecz o Superpuchar Polski
| 9 października 2020 20:15                                                             | Legia Warszawa | 0:0 k. 4:5(0:0)Raport                                                                 | Cracovia | Stadion Wojska Polskiego, Warszawa Widzów: 7000 Sędzia: Wojciech Myć (Lublin) |
|                                                                                       |                |                                                                                       |          |                                                                               |
|                                                                                       |                | Rzuty karne                                                                           |          |                                                                               |
| Domagoj Antolić · Joel Valencia · Mateusz Cholewiak · Paweł Wszołek · Josip Juranović |                | Pelle van Amersfoort · Damir Sadiković · Tomáš Vestenický · Ivan Fiolić · Milan Dimun |          |                                                                               |

## Europejskie puchary
|  | Legenda do wszystkich tabel: - el lub Q – runda eliminacyjna, 1/32, 1/16, 1/8, 1/4, 1/2 – odpowiednia faza rozgrywek, gr – runda grupowa, 1r gr – pierwsza runda grupowa, 2r gr – druga runda grupowa, f – finał, 1r, 2r, 3r - runda, PO – play-off - k. – rzuty karne, los. – losowanie |

### Liga Europy
| Sezon   | Rozgrywki   | Runda | Klub                     | Dom     | Wyjazd  | Ogólnie       |
| ------- | ----------- | ----- | ------------------------ | ------- | ------- | ------------- |
| 2016/17 | Liga Europy | 1Q    | FK Shkëndija             | 1–2     | 0–2     | 1–4           |
| 2019/20 | Liga Europy | 1Q    | DAC 1904 Dunajská Streda | 2–2     | 1–1     | 3–3 dogr., w. |
| 2020/21 | Liga Europy | 1Q    | Malmö FF                 | 0–2 (W) | 0–2 (W) | 0–2 (W)       |

### Puchar Intertoto
| Sezon | Rozgrywki        | Runda | Klub                | Dom | Wyjazd | Ogólnie    |
| ----- | ---------------- | ----- | ------------------- | --- | ------ | ---------- |
| 1983  | Puchar Intertoto | Grupa | Videoton SC         | 1–3 | 0–6    | 3. miejsce |
| 1983  | Puchar Intertoto | Grupa | Rudá Hvězda Cheb    | 0–2 | 0–2    | 3. miejsce |
| 1983  | Puchar Intertoto | Grupa | Sturm Graz          | 1–1 | 2–0    | 3. miejsce |
| 2008  | Puchar Intertoto | 1R    | Szachcior Soligorsk | 1–2 | 0–3    | 1–5        |

## Szkoleniowcy

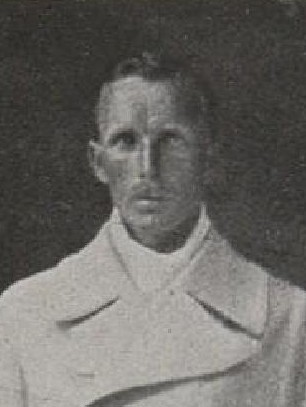
František Koželuh trener klubu w latach 1911-12, 1924 i 1926

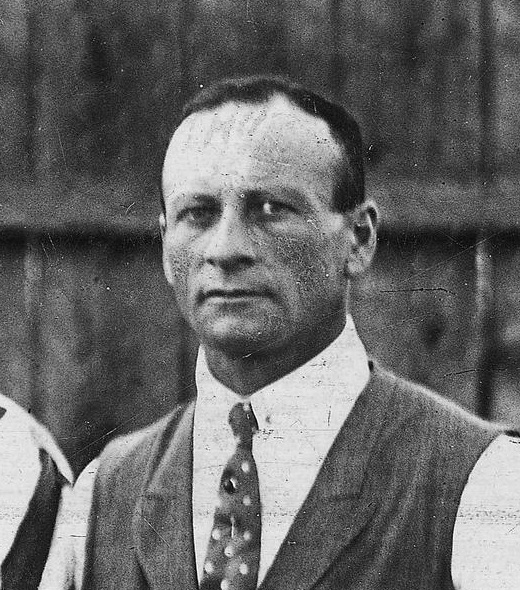
Jesza Poszony trener klubu w latach 1921-23

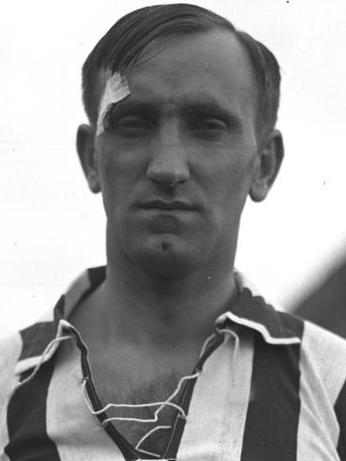
Józef Kałuża trener klubu w latach 1927-28

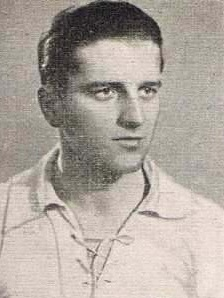
Michał Matyas trener klubu w latach 1959-61, 1968-69 i 1972-73

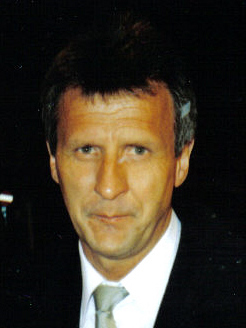
Stefan Majewski trener klubu w latach 2006-08

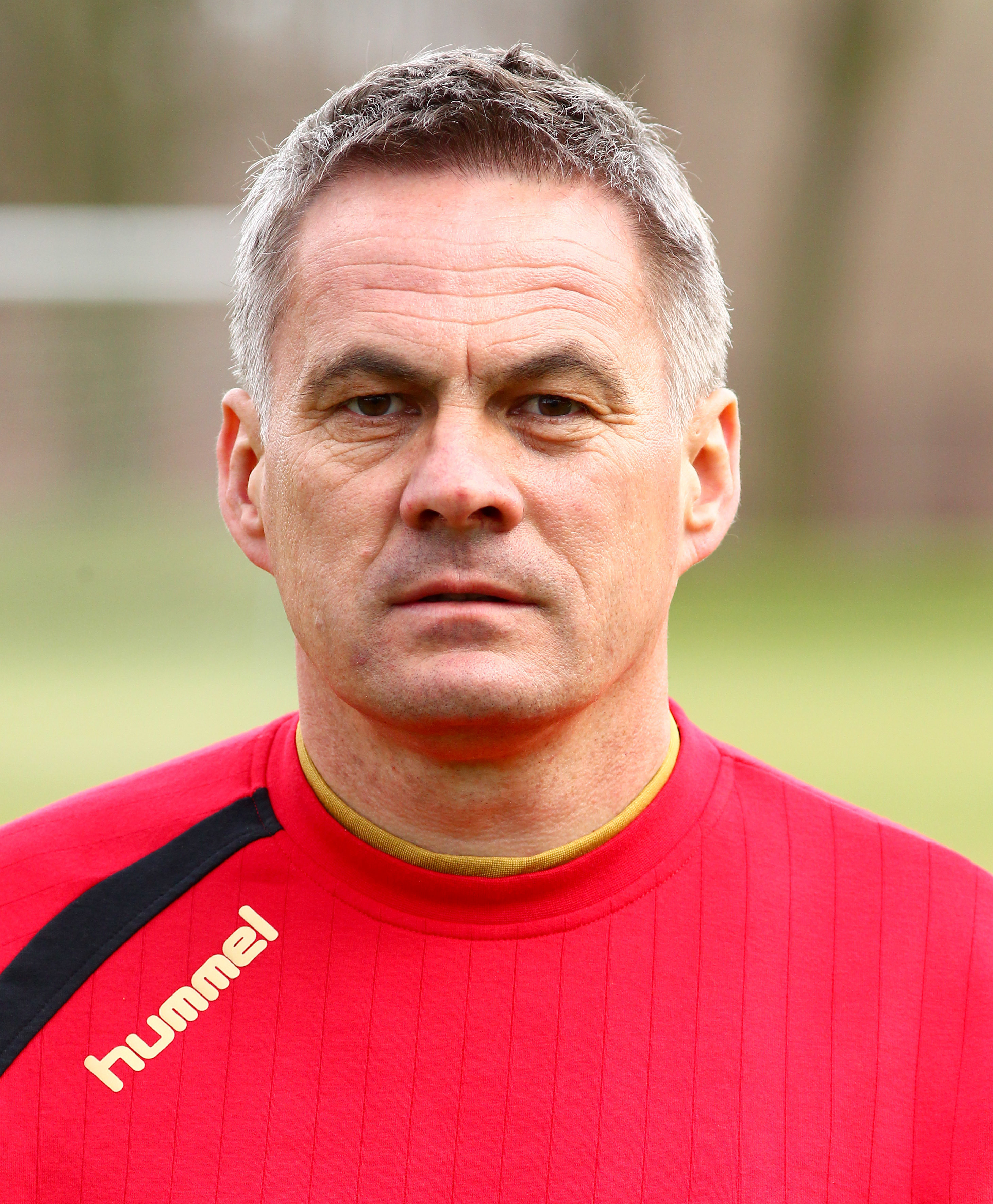
Jacek Zieliński trener klubu w latach 2015-17 i 2021-24

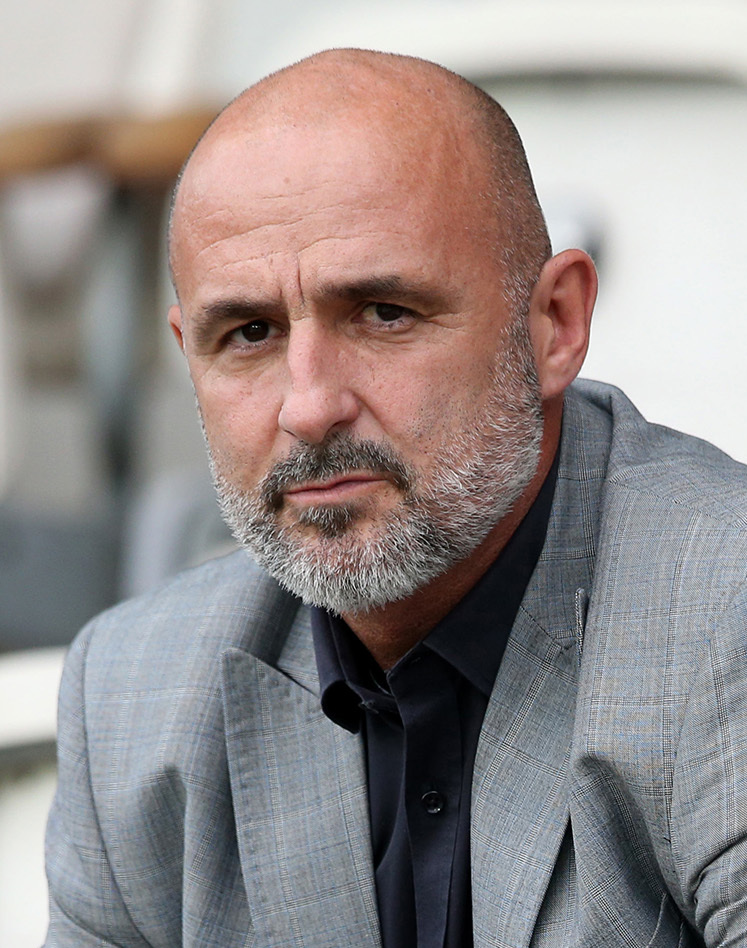
Michał Probierz trener klubu w latach 2017–2021

| Lp.        | Imię i nazwisko                          | Okres pracy | Okres pracy |
| ---------- | ---------------------------------------- | ----------- | ----------- |
| 1.         | William Calder                           | 02.1908     | 07.1911     |
| 2.         | František Koželuh                        | 10.1911     | 06.1912     |
| 3.         | Józef Lustgarten                         | 1912        | 1914        |
| 4.         | Imre Pozsonyi                            | 03.1921     | 02.1923     |
| 5.         | Sid Kimpton                              | 03.1923     | 1923        |
| (2.)       | František Koželuh (2. kadencja)          | 20.03.1924  | 15.07.1924  |
| (2.)       | František Koželuh (3. kadencja)          | 02.1926     | 10.1926     |
| 6.         | Józef Kałuża                             | 1927        | 1928        |
| 7.         | Viktor Hierländer                        | 03.1929     | 30.06.1931  |
| 8.         | Gerhard Fleischmann                      | 01.09.1932  | 30.11.1933  |
| 9.         | Alois Pulpittel                          | 30.06.1934  | 30.06.1935  |
| 10.        | Karol Kossok                             | 03.1936     | 11.1936     |
| 11.        | Franciszek Zastawniak                    | 02.1937     | 11.1937     |
| 12.        | Franz Platko                             | 15.02.1938  | 30.06.1938  |
| 13.        | Zygmunt Chruściński                      | 07.1945     | 05.1947     |
| 14.        | Józef Kubiński                           | 10.05.1947  | 31.12.1947  |
| 15.        | Karel Průha                              | 01.03.1948  | 08.10.1948  |
| 16.        | Stanisław Malczyk                        | 10.08.1948  | 31.12.1949  |
| 17.        | Zygmunt Jesionka                         | 01.01.1950  | 06.10.1952  |
| 18.        | Marian Tobik                             | 07.10.1952  | 31.12.1952  |
| 19.        | Marian Łańko                             | 01.01.1953  | 31.12.1953  |
| 20., 21.   | Marian Jabłoński Władysław Szewczyk      | 01.01.1954  | 30.04.1954  |
| (20.)      | Marian Jabłoński (2. kadencja)           | 02.05.1954  | 02.10.1954  |
| 22.        | Tadeusz Parpan                           | 30.10.1954  | 31.12.1954  |
| 23.        | Karol Żelazny                            | 01.01.1955  | 20.02.1955  |
| 24.        | Eugeniusz Wilczkiewicz                   | 20.02.1955  | 31.12.1955  |
| 25.        | Karel Finek                              | 01.01.1956  | 15.12.1957  |
| 26.        | Czesław Skoraczyński                     | 01.01.1958  | 30.06.1958  |
| 27.        | Edward Jabłoński                         | 01.07.1958  | 31.12.1958  |
| 28.        | Michał Matyas                            | 01.01.1959  | 15.06.1961  |
| (25.)      | Karel Finek (2. kadencja)                | 16.06.1961  | 31.12.1961  |
| 29.        | Marian Tobik                             | 01.01.1962  | 05.06.1962  |
| 30.        | Augustyn Dziwisz                         | 05.06.1962  | 31.12.1963  |
| 31.        | Adam Niemiec                             | 01.01.1964  | 15.05.1967  |
| 32.        | Roman Durniok                            | 16.05.1967  | 31.12.1967  |
| (28.)      | Michał Matyas (2. kadencja)              | 01.01.1968  | 30.11.1969  |
| 33.        | Romuald Meus                             | 01.12.1969  | 20.01.1970  |
| (20.)      | Marian Jabłoński (3. kadencja)           | 20.01.1970  | 09.08.1970  |
| (33.), 34. | Romuald Meus (2. kadencja) Tadeusz Miksa | 10.08.1970  | 28.02.1971  |
| 35.        | Artur Woźniak                            | 01.03.1971  | 30.09.1972  |
| (28.)      | Michał Matyas (3. kadencja)              | 01.10.1972  | 31.12.1973  |
| (32.)      | Roman Durniok (2. kadencja)              | 15.01.1974  | 05.08.1975  |
| 36.        | Mieczysław Adamczyk                      | 10.08.1975  | 31.01.1976  |
| 37.        | Aleksander Hradecki                      | 01.02.1976  | 31.01.1978  |
| 38.        | Mieczysław Kolasa                        | 01.02.1978  | 17.10.1978  |
| 39.        | Marian Tobik                             | 18.10.1978  | 30.06.1979  |
| (33.)      | Romuald Meus                             | 01.07.1979  | 31.12.1979  |
| 40.        | Grzegorz Polakow                         | 01.01.1980  | 10.10.1980  |
| 41.        | Henryk Stroniarz                         | 11.11.1980  | 26.03.1983  |
| 42.        | Andrzej Mikołajczyk                      | 27.03.1983  | 13.04.1983  |
| 43.        | Józef Walczak                            | 13.04.1983  | 16.07.1983  |
| 44.        | Zenon Baran                              | 17.07.1983  | 25.09.1983  |
| (43.)      | Józef Walczak (2. kadencja)              | 26.09.1983  | 20.03.1984  |
| (44.)      | Zenon Baran (2. kadencja)                | 20.03.1984  | 30.06.1984  |
| (32.)      | Roman Durniok (3. kadencja)              | 01.07.1984  | 25.10.1984  |
| 45.        | Jerzy Warchala                           | 26.10.1984  | 30.11.1984  |
| (41.)      | Henryk Stroniarz (2. kadencja)           | 01.12.1984  | 20.05.1985  |
| (45.)      | Jerzy Warchala                           | 26.05.1985  | 26.05.1985  |
| (20.)      | Marian Jabłoński (4. kadencja)           | 26.05.1985  | 30.06.1985  |
| 46.        | Antoni Szymanowski                       | 01.07.1985  | 08.04.1986  |
| 47.        | Bronisław Karelus                        | 08.04.1986  | 30.06.1986  |
| 48.        | Ireneusz Adamus                          | 01.07.1986  | 30.06.1987  |
| 49.        | Tadeusz Piotrowski                       | 01.07.1987  | 10.04.1988  |
| 50.        | Marian Cygan                             | 11.04.1988  | 25.04.1988  |
| 51.        | Stanisław Zapalski                       | 25.04.1988  | 29.05.1989  |
| 52.        | Janusz Sputo                             | 29.05.1989  | 30.06.1989  |
| 53.        | Leszek Mrugalski                         | 01.07.1989  | 31.12.1989  |
| (20.)      | Marian Jabłoński (5. kadencja)           | 01.01.1990  | 31.01.1990  |
| 54.        | Tadeusz Moskal                           | 01.02.1990  | 30.06.1990  |
| (52.)      | Janusz Sputo (2. kadencja)               | 23.07.1990  | 12.11.1991  |
| p.o.       | Andrzej Bahr                             | 14.09.1991  | 14.09.1991  |
| 55.        | Zdzisław Podedworny                      | 15.09.1991  | 15.11.1991  |
| 56.        | Lucjan Franczak                          | 15.12.1991  | 30.06.1993  |
| 57.        | Andrzej Bahr (2. kadencja)               | 01.07.1993  | 30.06.1994  |
| 58.        | Ireneusz Adamus                          | 01.08.1994  | 15.06.1996  |
| 59.        | Alojzy Łysko                             | 15.06.1996  | 05.05.1997  |
| 60.        | Piotr Kocąb                              | 07.05.1997  | 26.04.1998  |
| 61.        | Grzegorz Kmita                           | 26.04.1998  | 20.04.1999  |
| 62.        | Ireneusz Adamus                          | 21.04.1999  | 31.01.2000  |
| 63.        | Bronisław Karelus                        | 01.02.2000  | 18.06.2000  |
| (57.)      | Andrzej Bahr (3. kadencja)               | 19.06.2000  | 06.08.2001  |
| 64.        | Grzegorz Kmita                           | 07.08.2001  | 20.05.2002  |
| 65., 66.   | Mirosław Hajdo Włodzimierz Kwiatkowski   | 20.05.2002  | 30.06.2002  |
| 67.        | Wojciech Stawowy                         | 01.07.2002  | 10.02.2006  |
| 68.        | Albin Mikulski                           | 15.02.2006  | 05.04.2006  |
| 69.        | Stefan Białas                            | 06.04.2006  | 02.10.2006  |
| 70.        | Stefan Majewski                          | 02.10.2006  | 27.10.2008  |
| 71.        | Artur Płatek                             | 27.10.2008  | 12.08.2009  |
| 72.        | Orest Lenczyk                            | 12.08.2009  | 24.05.2010  |
| 73.        | Rafał Ulatowski                          | 28.05.2010  | 27.10.2010  |
| p.o.       | Marcin Sadko                             | 28.10.2010  | 30.10.2010  |
| 74.        | Jurij Szatałow                           | 31.10.2010  | 22.09.2011  |
| 75.        | Dariusz Pasieka                          | 22.09.2011  | 06.03.2012  |
| 76.        | Tomasz Kafarski                          | 06.03.2012  | 11.06.2012  |
| (67.)      | Wojciech Stawowy (2. kadencja)           | 11.06.2012  | 12.05.2014  |
| (65.)      | Mirosław Hajdo (2. kadencja)             | 13.05.2014  | 02.06.2014  |
| 77.        | Robert Podoliński                        | 02.06.2014  | 19.04.2015  |
| 78.        | Jacek Zieliński                          | 20.04.2015  | 19.06.2017  |
| 79.        | Michał Probierz                          | 21.06.2017  | 09.11.2021  |
| (78.)      | Jacek Zieliński (2. kadencja)            | 10.11.2021  | 05.04.2024  |
| 79.        | Dawid Kroczek                            | 05.04.2024  | 24.05.2025  |
| 80.        | Luka Elsner                              | 04.06.2025  | obecnie     |

### Obecny sztab szkoleniowy
Źródło:
| Funkcja                                     | Imię i nazwisko    |
| ------------------------------------------- | ------------------ |
| Trener                                      | Dawid Kroczek      |
| Asystent trenera                            | Tomasz Jasik       |
| Asystent trenera                            | Łukasz Cebula      |
| Analityk                                    | Tomasz Przekaza    |
| Analityk                                    | Kamil Biel         |
| Trener bramkarzy                            | Marcin Cabaj       |
| Trener bramkarzy                            | Maciej Palczewski  |
| Kierownik drużyny                           | Filip Trubalski    |
| Trener przygotowania motorycznego           | Dariusz Ząbek      |
| Asystent trenera przygotowania motorycznego | Bartłomiej Listwan |
| Lekarz                                      | Sylwia Krzykawska  |
| Główny fizjoterapeuta                       | Dominik Kożuch     |
| Fizjoterapeuta                              | Przemysław Kutera  |
| Fizjoterapeuta                              | Michał Paciorek    |

## Prezesi spółki MKS Cracovia SSA
Źródło:
| Lp. | Imię i nazwisko      | Okres urzędowania | Okres urzędowania |
| --- | -------------------- | ----------------- | ----------------- |
| 1.  | Piotr Markiewicz     | 23.02.1998        | 28.02.2000        |
| 2.  | Kazimierz Ziembiński | 14.03.2000        | 20.01.2001        |
| 3.  | Janusz Winnicki      | 01.02.2001        | 28.02.2002        |
| 4.  | Paweł Misior         | 06.03.2002        | 28.06.2004        |
| 5.  | Janusz Filipiak      | 28.06.2004        | 06.11.2023        |
| 6.  | Elżbieta Filipiak    | 06.11.2023        | 22.01.2024        |
| 7.  | Mateusz Dróżdż       | 22.01.2024        | obecnie           |

## Zawodnicy
Numer 1 został zastrzeżony dla zawodników drużyny w hołdzie Karola Wojtyły tj. późniejszego papieża. Uroczystość odbyła się 4 stycznia 2005 podczas prywatnej audiencji uhonorowanego Ojca Świętego z piłkarzami i sztabem Cracovii w Watykanie.

### Obecny skład
Stan na 27 lipca 2025
| Nr | Poz. | Piłkarz                     |
| -- | ---- | --------------------------- |
| 3  | OB   | Andreas Skovgaard           |
| 4  | OB   | Gustav Henriksson           |
| 6  | PO   | Amir Al-Ammari              |
| 7  | PO   | Mateusz Praszelik           |
| 8  | PO   | Jani Atanasow               |
| 9  | NA   | Filip Stojilković           |
| 10 | PO   | Michał Rakoczy              |
| 11 | PO   | Mikkel Maigaard             |
| 13 | BR   | Sebastian Madejski          |
| 14 | PO   | Ajdin Hasić                 |
| 15 | OB   | Kamil Glik (trzeci kapitan) |
| 16 | OB   | Bartosz Biedrzycki          |
| 17 | NA   | Martin Minczew              |
| 19 | OB   | Davíð Kristján Ólafsson     |

| Nr | Poz. | Piłkarz                     |
| -- | ---- | --------------------------- |
| 20 | PO   | Karol Knap                  |
| 23 | PO   | Fabian Bzdyl                |
| 24 | OB   | Jakub Jugas (drugi kapitan) |
| 25 | OB   | Otar Kakabadze (kapitan)    |
| 27 | BR   | Henrich Ravas               |
| 33 | BR   | Konrad Cymerys              |
| 39 | OB   | Mauro Perković              |
| 43 | BR   | Konrad Golonka              |
| 44 | BR   | Bartosz Wadowski            |
| 66 | OB   | Oskar Wójcik                |
| 70 | PO   | Dijon Kameri                |
| 72 | PO   | Oskar Lachowicz             |
| 77 | OB   | Patryk Janasik              |
| 79 | OB   | Dominik Piła                |

### Piłkarze na wypożyczeniu
| Nr | Poz. | Piłkarz                                                      |
| -- | ---- | ------------------------------------------------------------ |
| 21 | NA   | Kacper Śmiglewski (w Puszczy Niepołomice do 30 czerwca 2026) |

## Rekordy

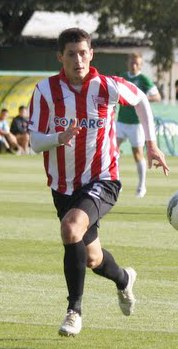
Mateusz Żytko (zawodnik klubu w latach 2011–2015, ponad 100 występów)

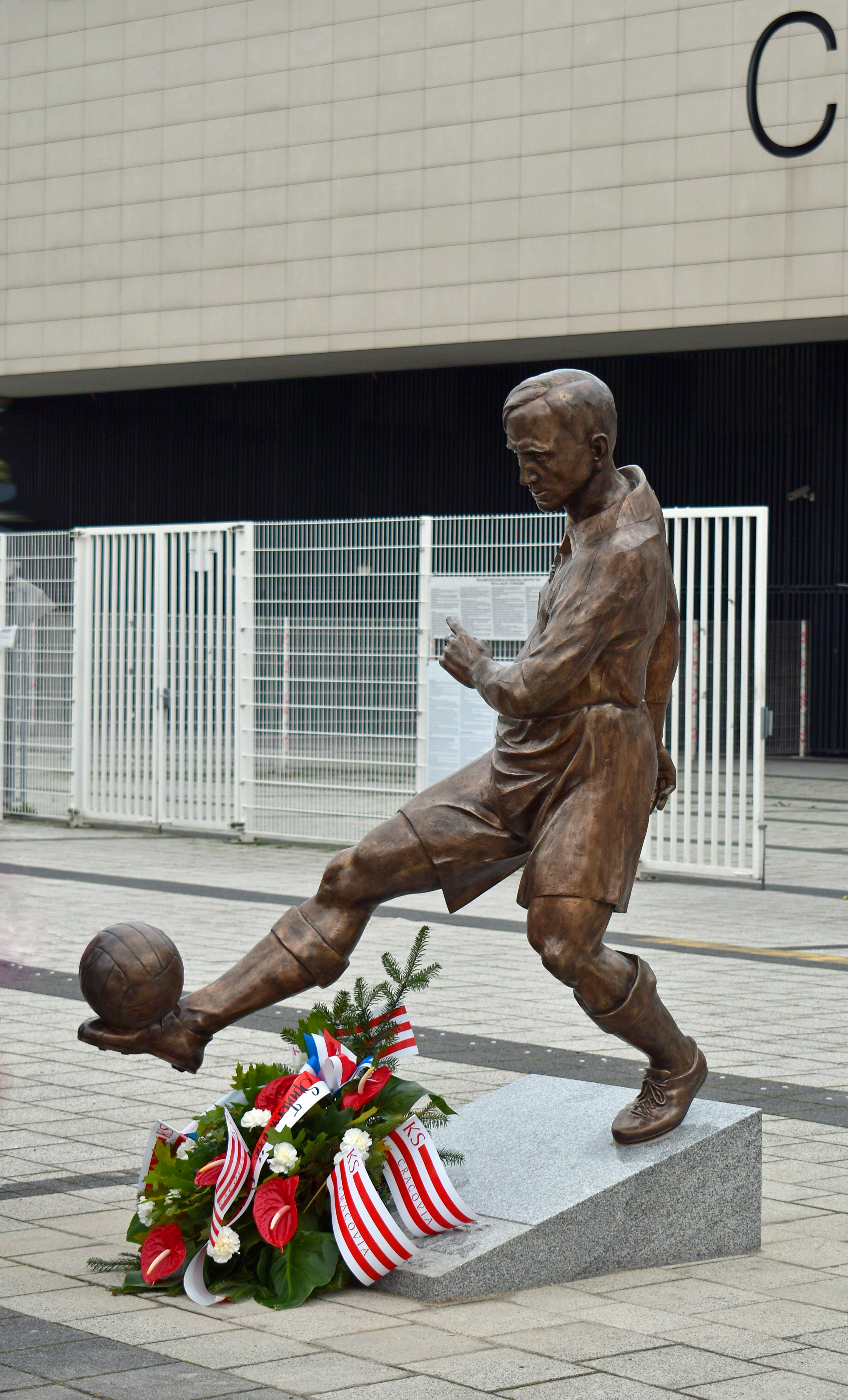
Pomnik Józefa Kałuży

### Najwięcej występów w pierwszej drużynie
- 503 – Eugeniusz Mazur (1945-1959)
- 465 – Leopold Michno (1954-1968)
- 454 – Stanisław Szymczyk (1955-1971)
- 431 – Andrzej Rewilak (1960–1971)
- 422 – Zygmunt Chruściński (1920-1935)
- 412 – Tadeusz Glimas (1945-1957)
- 408 – Józef Kałuża (1912-1931)
- 401 – Andrzej Turecki (1973-1983)
- 381 – Leon Sperling (1917-1934)
- 378 – Andrzej Mikołajczyk (1960–1971)

### Najwięcej występów w reprezentacji Polski
- 21 – Leon Sperling (1917-1934)
- 20 – Józef Kałuża (1912-1931)
- 20 – Tadeusz Parpan (1945–1950)
- 20 – Władysław Gędłek (1945–1954)
- 17 – Aleksander Mysiak (1927-1935)
- 16 – Wilhelm Góra (1935–1939)
- 12 – Ludwik Gintel (1916-1930)
- 10 – Zygmunt Chruściński (1920-1935)
- 9 – Stanisław Cikowski (1912-1925)
- 9 – Tadeusz Zastawniak (1924-1933)

### Reprezentanci w barwach Cracovii
Źródło:

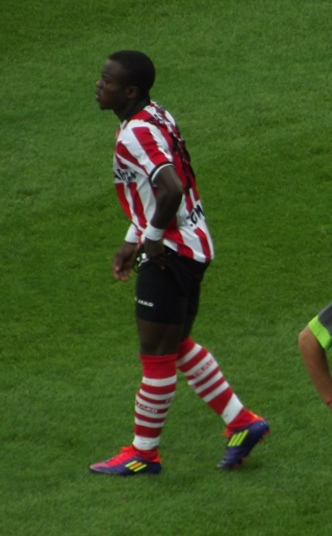
Saïdi Ntibazonkiza, najlepszy strzelec Cracovii w meczach ligowych w latach 2010–2011 i 2013–2014

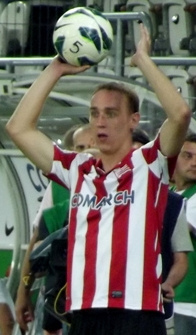
Adam Marciniak (zawodnik klubu w latach 2012-2015, zagrał w 100 meczach)

| - Saïdi Ntibazonkiza – 13 meczów (2010- ) - Deivydas Matulevičius – 34 mecze (2012-2019) - Aleksejs Višņakovs – 81 meczów (2004- ) - Gheorghe Ovseanicov – 21 meczów (2008–2013) - Alexandru Suvorov – 51 meczów (2007- ) - Stanisław Cikowski – 9 meczów (1921-1924) - Józef Ciszewski – 14 meczów (1925-1934) | - Zygmunt Chruściński – 9 meczów (1924–1932) - Damian Dąbrowski – 1 mecz (2016- ) - Ludwik Gintel – 12 meczów (1921–1925) - Piotr Giza – 5 meczów (2005−2006) - Tadeusz Glimas – 4 mecze (1950–1952) - Edward Jabłoński – 3 mecze (1939−1947) - Marian Jabłoński – 3 mecze (1947-1949) | - Józef Kałuża – 16 meczów (1921-1928) - Bartosz Kapustka – 14 meczów (2015- ) - Mateusz Klich – 17 meczów (2011- ) - Stefan Lasota – 1 mecz (1932) - Adam Marciniak – 2 mecze (2013) - Krzysztof Piątek – 4 mecze (2018- ) - Piotr Polczak – 5 meczów (2008–2009) | - Stefan Popiel – 2 mecze (1922-1923) - Grzegorz Sandomierski – 3 mecze (2010–2011) - Leon Sperling – 16 meczów (1921–1930) - Erik Jendrišek – 25 meczów (2008-2014) - Jaroslav Mihalík – 2 mecze (2017–2020) - Andraž Struna – 51 meczów (2012–2016) |

## Cracovia U-19
Oprócz pierwszej drużyny Cracovia posiada zespół rezerw występujący w rozgrywkach Centralnej Ligi Juniorów. W sezonie 2018/2019 występują w Centralnej Lidze Juniorów, w którym broniła wicemistrzostwa Polski z poprzedniego sezonu.

### Sukcesy
- Mistrzostwo Polski juniorów U-19 – 1959, 1990, 1991
- Wicemistrzostwo Polski juniorów U-19 – 1966, 2014, 2018

### Piłkarze
Źródło:
Stan na 7 marca 2020
| Nr | Poz. | Piłkarz             |
| -- | ---- | ------------------- |
|    | BR   | Hubert Wąsiewski    |
|    | BR   | Jakub Grzywaczewski |
|    | BR   | Gabriel Trąbka      |
|    | OB   | Mateusz Pieńczak    |
|    | OB   | Damian Wohlman      |
|    | OB   | Adrian Podyma       |
|    | OB   | Leonard Barański    |
|    | OB   | Mateusz Bończyk     |
|    | OB   | Kamil Kwiatkowski   |
|    | OB   | Jakub Góralczyk     |
|    | PO   | Jakub Chrupcał      |
|    | PO   | Kacper Nowicki      |
|    | PO   | Jakub Jackowski     |
|    | PO   | Jan Mróz            |

| Nr | Poz. | Piłkarz            |
| -- | ---- | ------------------ |
|    | PO   | Jakub Myszor       |
|    | PO   | Kacper Stachoń     |
|    | PO   | Jakub Mysiorski    |
| 16 | PO   | Bartłomiej Kafel   |
| 9  | PO   | Michał Rakoczy     |
|    | PO   | Dominik Kędzior    |
|    | NA   | Łukasz Ziemnik     |
|    | NA   | Przemysław Kapek   |
|    | NA   | Krzysztof Bociek   |
|    | NA   | Kacper Smoleń      |
|    | NA   | Jakub Gut          |
|    | NA   | Piotr Kłąb         |
|    | NA   | Kacper Grzebieluch |

## Sponsorzy
- Sponsor główny: Comarch, forBET[25]
- Sponsor techniczny: Puma

Logo Comarch - głównego sponsora Cracovii

- Partnerzy: PepsiCo, Gellwe, FoodCare[26], Wirtualna Polska[27], iMED Centrum Medyczne, Dziennik Polski, Gazeta Krakowska, RMF Maxx, Onet, Kino Kijów, Supober, Medicina, Duolife, Ostromecko, Toyota Romanowski, Yakimasport, Pentagon Research[28]

## Maskotka klubowa

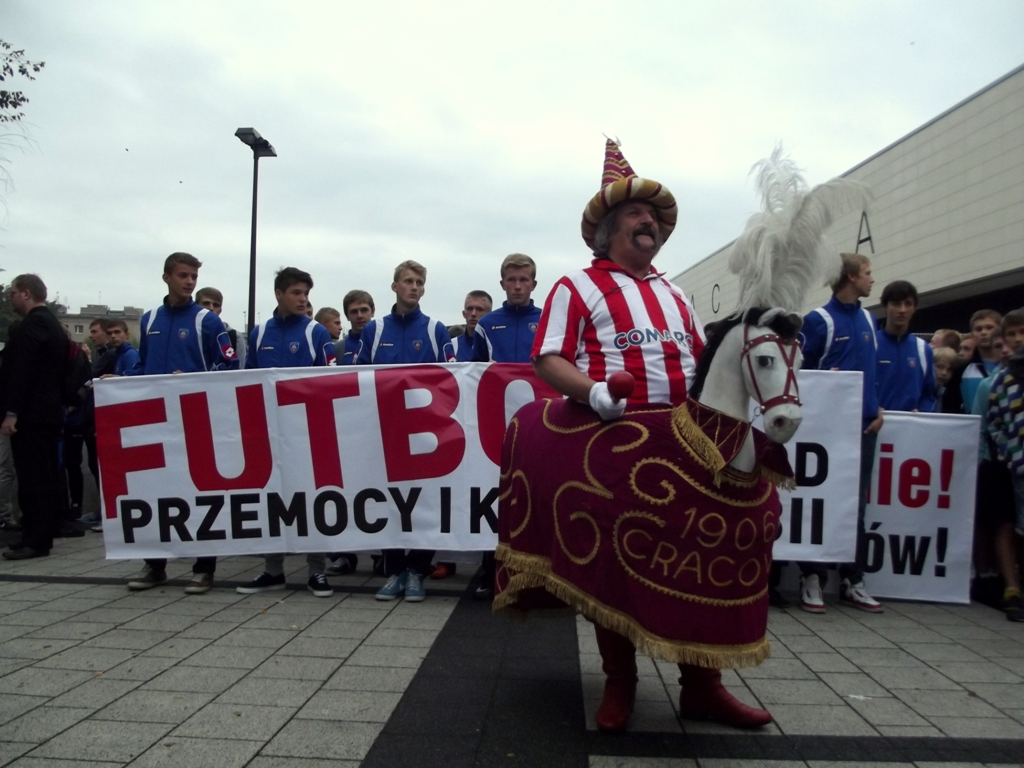
Pasiasty Lajkonik

Klubową maskotką Cracovii, towarzyszącą każdemu meczowi biało-czerwonych, jest Pasiasty Lajkonik. Rolę Lajkonika przez 10 lat pełnił Krzysztof Wawrzyniecki (zm. 7 października 2014), który debiutował w tej roli w meczu ze Szczakowianką Jaworzno wygranym przez Cracovię (8:1).
W sezonie 2018/2019 powróciła postać Lajkonika jako maskotki Cracovii.

## Kibice

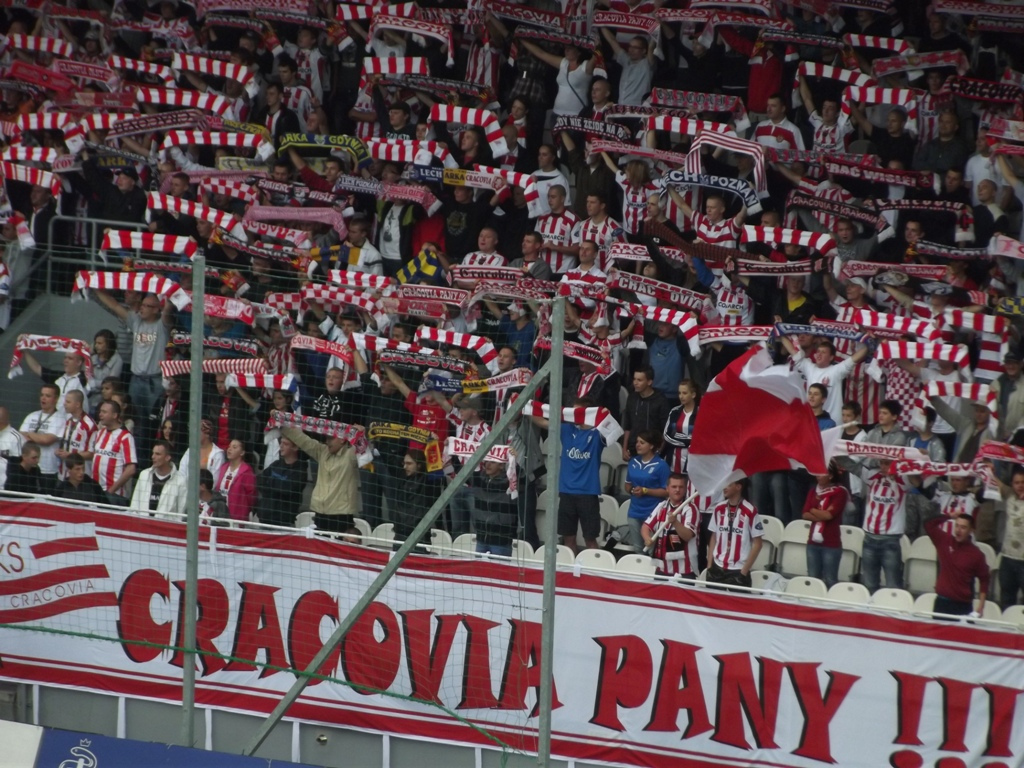
Kibice Cracovii

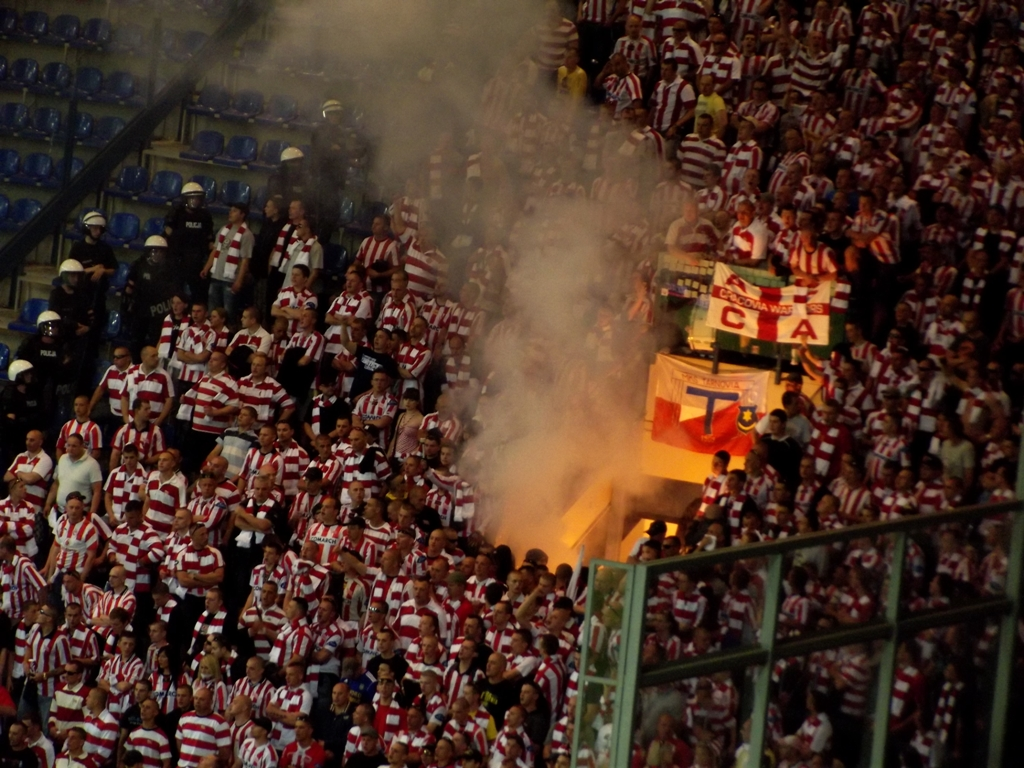
Kibice Cracovii podczas 185. Derbów Krakowa (2012)

7 stycznia 2004 z inicjatywy Biuletynu Teraz Pasy! Zarząd Koła Sympatyków KS Cracovia dla upamiętnienia demonstracji z 2001, ratującej klub przed likwidacją, ustalił w 2004 28 lutego Dniem Kibica Cracovii.

### Słynni kibice Cracovii
Źródło: 
- Marian Cebulski
- Wincenty Danek
- Norman Davies
- Mieczysław Fogg
- Stefan Friedmann
- Walery Goetel
- Marek Grechuta
- Jerzy Harasymowicz
- Gustaw Holoubek
- Jan Paweł II[36]
- Nigel Kennedy
- Jalu Kurek
- Edward Linde-Lubaszenko
- Maciej Maleńczuk
- Leszek Mazan
- Grzegorz Miecugow
- Zygmunt Nowakowski
- Jerzy Pilch[37]
- Józef Piłsudski
- Janusz Sepioł
- Bogusław Sonik
- Kazimierz Wyka
- Radosław Zawrotniak
- Marian Załucki
- Tadeusz Boy-Żeleński
- Andrzej Duda

Wypowiedzi
Źródło:

Jak tam moja ukochana Cracovia?, Cracovia Pany! Jan Paweł II

Cracovia jest właśnie tym klubem, który nauczył mnie interesować się sportem. Józef Piłsudski

Cracovia jest klubem robotniczym, oddolnym, wyzywają nas od Żydów, ale przynajmniej nie jesteśmy z policji, jak niektórzy (...). Im więcej będzie przegrywać, tym wierniejszych będzie miała fanów, to jest taka krnąbrność. Ta właśnie krnąbrna część Krakowa jest za Cracovią. Maciej Maleńczuk

### Opravcy
Grupa kibiców zajmująca się organizowaniem opraw na meczach Cracovii. Należą do ruchu ultras, czyli środowiska kibiców, które ma na celu urozmaicenie i upiększenie widowisk sportowych poprzez dopingujące śpiewy i okrzyki, barwne kartoniady, flagowiska, transparenty czy wręcz organizowane na trybunach złożone widowiska choreograficzne. Swoją działalność finansują z prowadzonych na trybunach zbiórek pieniężnych oraz ze sprzedaży klubowych gadżetów.

## Pieśń klubu
Maciej Maleńczuk – Hymn Cracovii
Kraków to stolica Polski
Perła ukryta we mgle
Z najdalszych krain zamorskich
Każdy wspomnienia tu śle
Więc chociaż będę daleko
Gdy los mnie rzuci precz
Na zawsze będę pamiętał
Co w życiu mym ważne jest
Refren:
Cracovia i jej barwy dwie
Cracovio, po prostu kocham Cię
Cracovia, cóż bardziej polskie jest
Niż Twoja czerwień i biel
Chociaż czasami przegramy
Różnie bywało, Ty wiesz
Kochałem Cię w okręgówce
I w pierwszej lidze też
Refren:
Cracovia i jej barwy dwie
Cracovio, po prostu kocham Cię
Cracovia, cóż bardziej polskie jest
Niż Twoja czerwień i biel
Pamiętam, że jestem z Krakowa
Pamiętam i mam to we krwi
Pamiętam te święte słowa
Nigdy nie zejdę na psy
Refren:
Cracovia i jej barwy dwie
Cracovio, po prostu kocham Cię
Cracovia, cóż bardziej polskie jest
Niż Twoja czerwień i biel